# Deddi Savagnone
Deddi Savagnone, all'anagrafe Anna Maria Savagnone (Roma, 10 ottobre 1929 – Roma, 3 ottobre 2010), è stata un'attrice, doppiatrice e dialoghista italiana.

## Biografia
Nata da Giuseppe Savagnone e Rosella Marraffa, era la sorella maggiore dell'attrice e doppiatrice Rita Savagnone e la zia di Claudio Amendola. Aveva sposato il musicista Teo Usuelli.
Nel 1967 pubblica, con la casa editrice bolognese Carroccio, il suo unico romanzo Sequenza obbligata.
Come attrice ha recitato in diversi film, tra cui nel 1979 I viaggiatori della sera (nel quale diresse anche il doppiaggio) di e con Ugo Tognazzi, poi in Ricomincio da tre e in Pierino contro tutti, entrambi girati nel 1981.
Ha doppiato numerose attrici sia per il cinema che per la televisione, ed ha inoltre lavorato anche al doppiaggio di alcuni cartoni animati, tra cui A Bug's Life - Megaminimondo e Mulan II.
Negli ultimi anni di carriera ha lavorato prevalentemente come dialoghista curando gli adattamenti di serie televisive come La clinica della Foresta Nera, Milagros, Profiler - Intuizioni mortali, Sabrina - Vita da strega, Buffy l'ammazzavampiri, Pacific Blue, Law & Order e The Practice - Professione avvocati.

## Varietà radiofonici Rai
- Il teatrino delle 14, Lui lei e l'altro, (1960)
- Venti e trenta express, varietà di Faele e Dino Verde, regia di Silvio Gigli, trasmesso nel 1962.

## Prosa radiofonica Rai
- Socrate immaginario, radiocommedia di Galliani e Lorenzi, commento musicale di Fiorenzo Carpi, regia di Nino Meloni, trasmessa il 25 aprile 1955.
- L'arte di morire, commedia di Achille Campanile, regia di Nino Meloni, trasmessa il 22 luglio 1957

## Filmografia

### Cinema
- Motivo in maschera, regia di Stefano Canzio (1955)
- Perdutamente tuo... mi firmo Macaluso Carmelo fu Giuseppe, regia di Vittorio Sindoni (1976)
- Per amore di Cesarina, regia di Vittorio Sindoni (1976)
- Fontamara, regia di Carlo Lizzani (1977)
- I viaggiatori della sera, regia di Ugo Tognazzi (1979)
- L'avvertimento, regia di Damiano Damiani (1980)
- Ricomincio da tre, regia di Massimo Troisi (1981)
- L'ultima volta insieme, regia di Ninì Grassia (1981)
- Pierino contro tutti, regia di Marino Girolami (1981)
- Flirt, regia di Roberto Russo (1983)

### Televisione
- Caro maestro – serie TV (1996)

## Doppiaggio

### Cinema
- Flaminia Jandolo in Carmela è una bambola
- Virna Lisi in Il giorno più corto
- Cristina Gajoni in Nella città l'inferno
- Zelda Rubinstein in Poltergeist - Demoniache presenze
- Franca Pasut in Accattone
- Erica Yohn in Una moglie per papà
- Madhur Jaffrey in Il giardino indiano
- Alice Drummond in La vita a modo mio
- Zeni Pereira in Gabriela
- Jocelyn Brando in Mammina cara
- Marina Confalone in Febbre da cavallo
- Denis Puhira in Ti-Koyo e il suo pescecane
- Voce narrante in L'amante

### Televisione
- Joan Hickson in Miss Marple
- Virginia Lago in Milagros,  Renzo e Lucia - Storia d'amore di un uomo d'onore
- Angélica López Gamio in Vendetta di una donna
- Chambra Dai in Kamasutra - Una storia d'amore
- Zia Flora in Marco Polo
- Anna Maria Mozart in Mozart
- Agnese in I promessi sposi
- Celia in Dharma & Greg
- Lwaxana Troi in Star Trek - The Next Generation
- Marion Ross in Una mamma per amica (ep. 1x18, 3x10, 3x15 e 4x14)

### Animazione
- Cenerentola (parte cantata) in Cenerentola (ed. 1950)
- L'orsetto panda e gli amici della foresta
- Cornacchia nel Grande Mazinga[3]
- Formica Regina in A Bug's Life - Megaminimondo
- Nonna Fa in Mulan II
- La Formica Atomica

### Videogiochi
- Regina in Bottega dei giochi - A Bug's Life[4] e A Bug's Life[5]